# 韦科惨案
韦科惨案，又稱大衛教慘案，是一起对大卫教分支之一拥有的建筑物群进行的围攻事件。韦科惨案始于1993年2月28日，结束于4月19日，历时51天，期間造成政府與教派雙方總計86人死亡。最初，美國煙酒槍炮及爆裂物管理局（ATF）试图在德克薩斯州韋科的迦密山中心（Mount Carmel Center）大卫教营地执行搜查令。2月28日，历时近2个小时的激烈枪战爆发，四名執法者及六名大卫教派人士在武装交火中死亡。ATF未能执行搜查令，后联邦调查局发起围攻。于4月19日第二次交火中營地被大火烧毁，宣告围困结束。大火中共76人（包括24名英国公民）丧生，其中包括20多名儿童、两名孕妇和教主大卫·考雷什。

## 历史
大卫教派是一个基督新教教派，于1955年從大卫教分離出來。它不断收取新成员，将教会搬到韋科几英里以东的山顶，並以《圣经旧约》中提到的以色列迦密山來命名这座山。几年后，他们又搬到了韋科东面的一个更大的场地。
佛罗伦萨·豪迪夫在1959年宣布耶稣基督将第二次降临，她告知成员在中心聚集等待祂的降临。许多人在那建造了房屋，其他人住在帐篷、卡车或巴士；很多人卖了他们的家产。
这一预言失败后，迦密山的控制权落入本杰明·罗登手中；他去世后，其妻子洛伊丝继续掌控。洛伊丝认为他们的儿子乔治不适宜担任先知的职位，因此她培养弗农·豪威尔作为继承人。弗农·豪威尔也就是后来的大卫·考雷什。后来，1984年的一个会议导致组织的分裂，乔治·罗登领导一部分，豪威尔领导另一部分並自称卫科大卫。分裂后，乔治·罗登赶走豪威尔和他的追随者，豪威尔和他的小组离开了迦密山迁往德州帕勒斯坦。
洛伊丝在1987年1月去世后，豪威尔试图通过武力获得迦密山的控制权。乔治·罗登从大卫墓地挖出了安娜·休斯的骨灰盒，向豪威尔發出挑戰，看誰能使死人復活就有繼承人的資格。而豪威尔向警方報告，声称罗登的行为亵渎尸体。1987年10月31日，县检察官以没有证据为由拒绝指控。在11月3日，1987年豪威尔和7名武装同伴企图進入迦密山迦密教堂拍摄棺材。罗登获悉後以武力回应，在枪战约20分钟后，当地治安部门开始插手，警长哈威尔打电话给豪威尔，要求他停火並投降。1988年4月12日，被称为“Rodenville八人”的豪威尔和他的同伴们被控企图谋杀，结果7名同伴获判无罪，而陪审团在豪威尔本人是否有罪的问题上陷入僵局，县检察官也没有强调这个案子的重要性。
1988年3月21日，在等待审判期间，乔治·罗登因使用粗言秽语威胁得克萨斯州法院，被指控藐視法庭而被判入狱。第二天，佩里·琼斯和许多豪威尔的追随者从总部得克萨斯州巴勒斯坦来到迦密中心。
在1989年年中，名为韦曼戴尔阿戴尔的大卫教人士拜访乔治·罗登，和罗登讨论他认为自己是神所拣选的弥赛亚这一观点。后来罗登用斧头杀害了阿戴尔。罗登以精神错乱作辩护，被判入精神病院。罗登被判不久，豪威尔还清了迦密山積欠的税务，獲得了迦密山的合法控制权。
考雷什（他这时在法律上仍然命名为豪威尔），在1989年8月5日发布的“新光源”的录音带中说，他已经被上帝告知要与内部的妇女生育，用这些“特殊人群”建立一个“大卫议院”。这要求已婚夫妇放弃他们的婚姻，只有考雷什可以与妻子发生性关系。
弗农豪威尔于1990年5月15日在加州波莫纳高等法院提交了一份请愿书，“为了名声和商业目的”合法地更改他的名字为考雷什。1990年8月28日法官罗伯特·马丁内斯批准了申請。

1992年以前，除了核心的77英亩（310,000平方米）土地，属于该组织的土地大部分已被售出。大部分建筑已被拆除或变成建筑材料，主教堂和一个高大的水箱也被建成居民的公寓。该组织的许多成员几代人都是大卫教成员，很多人有大家庭。新的迦密中心由主教堂建筑（主要由薄胶合板建造）、行政楼、领导的住所和重要的游客的住所构成。

## 前奏
在1992年5月，麦克伦县副局长丹尼尔·文伯格致电美國煙酒槍炮及爆裂物管理局（ATF）称当地快递公司发现非法包裹。一个快递公司的驾驶员发现一个投递给大卫教派成员的包裹露出槍械、手榴弹和黑火药。同年9月，ATF展开正式调查，并于调查开始一个星期后将调查列為“敏感”级別。
韦科市的文件中顯示调查开展于1992年，因那时ATF开始关注卡梅尔居民区存在自動武器的报告。
同年7月30日，ATF探員大卫·阿奎莱拉和司耿那拜访了大卫教枪炮商亨利·麦克伦。亨利尝试让他们通过电话联系考雷什。考雷什让ATF检查了大卫教的武器以及文件，并要求与阿奎莱拉谈话，但被阿奎莱拉婉拒。
在围攻开始的几个月之前，ATF就开始从居民区一路相隔的房子里监视大卫教。他们的伪装出奇地差（这群“学生”看上去30多歲，駕新车，没有在当地的学校注册，作息規律也不符合任何合法的工作和课程時間）。调查中，有關部門派遣了一个探子罗布特·罗德里格斯潜入大卫教。雖然考雷什早就知道他的身份，但直到围攻当天，考雷什并没有揭穿他。
ATF密探调查结果表明，在居民区中存在超过150件武器和8,100枚弹药。其中，AR-15半自动步枪拥有合法检验证明。但是阿奎莱拉告诉法官：“根据我的经验AR-15和M-16自动步枪很像。通常通过一定的技术和机械手段，可以很容易地将AR-15改装成M16突擊步槍。”
阿奎莱拉进行了一次M-16实验，而这时候的调查发现有一个居住在大卫教居民区附近的人早已听过类似枪声，但他忘了将此事告诉当地法官。枪炮商皮尔·发特告诉《纽约时报》记者，在考雷什在被监视后，当地法官依然认为大卫教的枪支是合法的。
根据阿奎莱拉的报告，ATF获得了对大卫教徒的枪支搜捕权（在弗农·韦恩·霍威爾和其余人等的住宅区搜索W93-15M步枪--签字人丹尼斯·G·格林--1993年2月25日下午8:43--韦科，德克萨斯州）。搜捕令命令在1993年2月28日上午6：00到下午10：00进行搜捕。
ATF假称考雷什运营了一个冰毒实验室，由此，ATF得以在德克萨斯州的胡德宝军事基地训练了一批突袭战士。在反毒品的政策下，ATF也赢得了军队的支持。
ATF计划在1993年3月1日开展突袭，代号為「Showtime」。为了對韦科《先驱论坛报》刊登“有罪的弥赛”這一刊目作出回應，ATF將突襲提前了一天，即在2月28日（ATF曾嘗試阻止該文章的刊登）。因為文章清晰地写明搜捕令將在2月28日下午10点到期，如果突袭在3月1日進行，這則表明了該場突襲並不合法。
从2月1日开始，ATF与《先驱论坛报》编辑就推迟刊登“有罪的弥赛”展开了三次洽谈。第一次他们（ATF）说突袭发生在2月22日。后来推迟到3月1日。最后，被无限期延迟了。ATF代表认为该报纸在ATF的要求下，至少推迟了三个星期。在2月24日，ATF代表飞利浦·霍伊纳茨基和其他两位代表与《先驱论坛报》编辑协商，ATF不能给出准确的时间和方案。《先驱论坛报》通知ATF他们即将印刷此刊目。事实上，第一期关于即将突袭的报道在2月27日就已经印制出来了。（许多关于ATF在韦科附近减少武装的头版新闻并未咨询进行突袭的人员）
尽管ATF更愿意在考雷什外出时逮捕他，但是调查人员根據一則不準確的消息研判考雷什很少离开卡梅尔山。
当地人对大卫教徒很了解，而他们亦与当地人相处融洽。大卫教徒一定程度上支持他们自己的军火交易，并通过在枪展上进行交易和文书工作谨慎地保证他们军火的合法性。大卫·皮尔·法特是一个联邦军火商（FFL），他与大卫教教徒运营一个叫弹匣袋的零售业务。当军火运至的时候，法特或史蒂夫·施耐德或考雷什曾在上面签字。在突袭当天的早晨，法特及其儿子卡拉尼正在前往德州奥斯丁市的一次枪展进行交易的路上。

## 第一次突袭
ATF打算在1993年2月28日展开他们計劃，但是工作却出奇地不顺利。一位记者向郵差问路时走漏了風聲，而这位郵差剛巧是考雷什的表兄弟。考雷什之后告诉潛伏在大卫教内部的ATF探員罗布特·罗德里格斯，突袭即将来临。罗伯特震惊地发现他的身份早已被考雷什识破。密探找了一个借口逃出营地。当被问及在突袭时大卫教徒正在做什么时，罗伯特回答说：“他们正在祈祷。”
幸存下来的大卫教徒事后在书中写到：考雷什命令男性教徒武装起来，占据有利地形；妇女和儿童躲进各自的房间里。考雷什告诉他们他将与ATF负责人谈判，接下来发生什么取决于ATF负责人的意图。
尽管ATF指挥官已经知道考雷什知道他们将要发动突袭，但ATF指挥官还是下令继续突袭。按照原计划，他们的突袭成功取决于大卫教牧场没有武装和对突袭的准备。尽管這不是标准程序，ATF突袭队员离开准备区域并投入突袭之前，在手臂或脖颈上寫上了自己的血型。这是军方推荐的能够加快在受伤情况下输血速度的方法。
关于谁开了第一枪，双方各执一词：ATF稱他们听到来自院内的枪声，而大衞派倖存者则说第一声枪声来自ATF。 一个可能的原因是因为ATF方面意外地开枪导致大卫教以自动武器还击。另一报道称第一枪來自瞄準大衛派內部狗隻的ATF一方。三架国民警卫队的直升机被用作空中佯攻。这三家直升机都受到地面射击，但它们并未还击。
在第一輪交火后，考雷什被击中手部及肚子。突袭开始几分钟后，大卫教徒韦恩·马林呼召了紧急救護服务并請求ATF方停火，录音带记录了他的呼救：“他们又来了！”“是他们在攻击，不是我们！”
ATF方出现的第一个伤亡是一名到达建筑物西侧地区的突袭队员受伤，更糟糕的是，他掉进了一个泥坑里。突袭队员迅速掩护这位受伤队员，直升机调转方向，以离建筑大约350英尺（105米）的地方低空飞行以吸引火力。大卫教徒开火并击中了直升机，但驾驶员并未受伤。直升机立即停止行动并着陆。 
在院子的东面，突袭队员运来两个梯子并架在建筑物的侧墙。突袭队员随后爬上了房顶，目标占领屋顶并到达考雷什的房间和装备室。在屋顶的西侧，3名突袭队员到达了考雷什的窗边。在那里，他们受到射击并因此匍匐在窗下。三位队员中，一位被射杀，另一位受伤。第三位迅速在屋顶上移动並加入到尝试进入装备室的队伍中。
在袭击装备室的过程中，突袭队员打破了一扇窗户，并向内投掷了一枚震撼彈。随后，三位突袭队员立即进入房间。而当另一个突袭队员想跟着他们进入时，一阵子弹击穿墙壁并射伤了他。但是他成功地顺着梯子滑到安全地带。一名突袭队员用散彈槍射击对着他开枪的大卫教徒，直到他被击中头部而亡。在装备室内，突袭队员杀死了一名大卫教的武器看守者并发现武器的储藏地。但是，在这之后枪弹如雨般射来，造成两名突袭队员受伤。当他们逃出的时候，第三个突袭队员匍匐着进行掩护，并射杀了一名大卫教徒。在他撤离的时候，他的头撞到了木制梁上而从樓頂掉了下來，但他最终幸存。
外边的一位掩护他们撤退的的突袭队员被大卫教徒射中而亡。十几名ATF突袭队员在可能是大卫教徒车辆的掩体后与教徒交火。受伤的突袭队员越来越多。当突袭队员向一位据守在水塔顶部的大卫教狙击手射击时，一位突袭队员被从营地方向射来的子弹射杀。交火继续进行，但在45分钟后，由于突袭队员的弹药将要用完，戰火稍為緩和。射击最终持续了两小时
当地法官曾尝试接触ATF权力部门，但由于ATF通讯部门关掉了他们的通讯设备而宣告失败。最终，麦克伦南县司法部门的治安官林奇联系上ATF，并促成双方停火。根据威廉·克里斯所著《韦科：交战原则》一书中提到一位名叫哈维尔说：ATF仅仅当子弹用光后才停止战争。ATF突袭队员查克·豪斯特莫尔事后回忆道：“大约经过45分钟的疯狂枪战，我们的子弹快用光了，而他们却有足够的弹药。”在停火之后，ATF开始撤离，大卫教徒同意ATF伤亡人员撤离，并保证在ATF撤离的途中不开火。
在这场战斗中，四名ATF突袭队员（史蒂夫·威尔斯、罗伯特·维尔姆斯、托德·麦克汉与康威·李布尔）牺牲，另有16名队员受伤。五位在9:45分进行的突袭中被击毙的大卫教徒分别是：维思通·布莱克、皮特·真特、皮特·汉普斯曼、皮特·约翰森和杰迪·温德尔。其中，两名死者是大卫教徒误伤的。在中午11：30停战之后大约六个小时，迈克尔·首润德被ATF击毙。ATF声称他尝试和伍德罗·肯迪克与诺曼·安利森一行进入营地时，以手枪向ATF人员射击。新闻最初报道的是当首润德冲出卡梅尔山的时候被击中。首润德的妻子声称他仅仅是下班回家，并没有参加冲突。在冲突之后，当地法官在录音中声称对此事不表态。
艾伦·A·斯通的报告表明大卫教徒并没有伏擊ATF，他们“显然沒有尽可能多地杀死ATF队员”，他们“更像是狂热的宗教徒，背负着世界末日的预言，注定坚守着他们神圣的土地，以获取死后的升华。”
一份1999年的联邦报告中写道：“这些具有暴力倾向的危险分子的行为能分为两类：防卫型暴力和攻击型暴力。自卫型暴力是指信徒们固守将他们与占主导地位的文化隔离开的建筑或土地。1993年在韦科的冲突中，大卫教徒这一实例展示了这一概念。历史再度证明了：所有尝试脱离占主导地位的文化的群体都很难坚持下去。

### 2月28日事件时间表
| 时刻  | 事件 |
| ----- | --- |
| 05:00 | 76个突袭队员聚集在胡德军事基地，准备前往比尔市中心的集合地点。根据事后财政部记载：突袭队员的车队延伸了将近1.6km，队伍两头有牲口拖车。 |
| 09:45 | ATF突袭队员进入院落，枪战打响。 |
| 09:48 | 大卫教徒韦恩·马丁，一位韦科律师，拨通了9-1-1。                                                                                        |
| 11:30 | 达成停火协议。 |
| 16:00 | 考雷什在达拉斯KRLD电台首次发布消息。                                                                                                  |
| 16:55 | 在回到院子途中，迈克尔·首润德被击毙。                                                                                                 |
| 17:00 | ATF发言人泰德·罗斯特称，在下午仅发生了零星地枪击。                                                                                    |
| 19:30 | 大卫·考雷什被CNN采访。FBI部门阻止了CNN进一步的采访。                                                                                  |
| 20:15 | ATF发言人伦莎·惠勒称谈判正在继续，枪战结束。                                                                                          |
| 22:00 | 4名孩子离开院落。 |
| 22:05 | 考雷什在KRLD上发表了20分钟演讲，表明了他的信仰，并称他是大卫教徒中受伤最严重的。                                                      |

### 死亡名单
以下是1993年2月28日突袭死亡名单
ATF方面:
1. 特种队员 Todd McKeehan
2. 特种队员 Conway LeBleu
3. 特种队员 Robert Williams
4. 特种队员 Steve Willis

大卫教方面:
1. Winston Blake, 28岁, 英国籍
2. Peter Gent, 24岁, 澳大利亚籍
3. Peter Hipsman, 28岁, 美国籍
4. Perry Jones, 64岁, 美国籍
5. Jaydean Wendell, 34岁, 美国籍
6. Michael Schroeder, 29岁, 美国籍

## 围攻
在美国ATF放弃进攻并与考雷什方面建立通信联系后，因多名联邦探员死亡，美国联邦调查局（FBI）介入此事。
起初，大卫教方面可以通过电话联系当地媒体，考雷什本人也接受了电话采访。此后51天内， FBI切断了庄园内大卫教徒们与外界的所有联系，他们仅能以电话的方式与FBI的25名谈判员联系。

### 对峙谈判的进展
在FBI介入此事后不久，外界与大卫教的对峙曾经出现过转机。考雷什（大卫教教主）答应和平离开庄园，并要求国家电台播放一段他自制的录音作为交换条件。录音被播放后不久，考雷什反悔，他称：“上帝让我留下并等待”。
尽管考雷什反悔，但在此后不久，在FBI谈判员的努力下，考雷什先后分两批释放了孩童19人，但并未释放他们的父母。这19人的年龄从5个月大到12岁。然而，建筑中尚存98人。3月7日，当与考雷什谈判的拜伦·赛琪（Byron Sage）提出释放更多的孩童的要求时，考雷什告诉他，“剩下的都是我的孩子”。 根据FBI和德州骑警对被释放孩童的采访报道，这些孩子在之前都遭遇过施暴和性侵犯。这一报道成为了后来FBI方面（包括总统克林顿）决定发射催泪弹以促使大卫教教徒离开建筑重要原因。
在围困中，FBI曾给考雷什一台录像机，考雷什用这台录像机摄录下了他在庄园里的生活。3月8日，大卫教徒把录像带带给了联邦谈判员。考雷什用这卷录像带向联邦证明，庄园里的人都是自愿留下的，并非是作为人质。录像带还展示了他与他的多位“妻子”、孩子的生活——其中有一些未成年人自称已经怀了考雷什的孩子。录像中也包含了考雷什向外传递的信息。谈判员的记录显示：在观看录像的过程中谈判员曾认为公布这份录像会引发大众对考雷什方面的同情。录像显示建筑中仍然有23名孩童，而在外界的照顾儿童的专家已经准备好照顾这23人和先前释放的21人。之后，考雷什与外界达成了多次妥协。据称通过进一步妥协他可以在最终投降前完成必须完成的宗教文件的撰写。
考雷什声称自己就是耶稣基督，他认为联邦谈判员把情形判定为“人质危机”是不合适的。

### 决定发动武装攻击
随着事态的发展，FBI中的人员分化成了两派。第一派人认为坚持谈判是解决问题的最好办法，另一派人则认为应该动用武力解决问题。为了迫使大卫教徒离开庄园，FBI采用了更加激进的方法。他们日夜播放喷气式飞机起飞的录音、流行音乐，诵经声。它们甚至播放屠杀兔子的兔子发出的尖叫声，以使得教徒们缺乏睡眠。在营地外围，FBI安排9辆布雷德利步兵战车（装有M651 CS气体催泪弹和非致命性的榴弹发射器）和5辆M728工程战车（从美军处获得）进行巡逻。这些装甲车辆负责摧毁围墙和外部建筑以及撞击属于大卫教徒的车辆。尽管谈判员和大卫教徒进行了抗议，装甲车辆仍然在大卫教徒皮特·真特的坟墓上来回行驶。在之前ATF的突袭中，大卫教徒安装在屋顶的三个储水罐中的两个已经受损；最终，FBI切断了大卫教营地的供水和供电，迫使其中的居民依靠雨水和存储的MRE军用口粮生存。
尽管FBI采用了更为激进的手段，考雷什仍然让一些追随者离开。11人离开了营地并被以重要證人的身份逮捕，其中一人被以有杀人嫌疑的理由指控。被释放的孩童愿意留在考雷什身边的意愿使得谈判员感到受干扰，因他们没有准备解决大卫教狂徒的宗教问题。然而，随着围攻的进行，这些孩童发现先前被释放的一群妇女和儿童在离开营地后被立即分开，其中的妇女被逮捕。在围攻过程中，一些宗教组织中研究启示论的学者建议，联邦对付大卫教的策略只会让教徒们感觉他们就是圣经中世界终结时刻的大对抗中的一部分，这会增加产生暴力对抗的可能性，很可能会导致惨况。宗教学者指出，虽然大卫教徒的信仰显得极端，但是对大卫教徒自身来说，这些宗教信仰是有深刻意义的，并且这些教徒愿意为他们的信仰而死。
随着围困继续，考雷什和谈判员队伍的交流变得更为困难。他宣称他是耶稣的第二次降临，是他的父亲告诉了他他应当留在营地中。4月19日前1周，FBI曾考虑使用狙击手狙杀大卫·考雷什和可能的其他关键大卫教徒。FBI表达了对大卫教徒可能大规模自杀的担忧，就像1978年吉姆·琼斯在圭亚那琼斯镇逼迫其信徒自杀那样。在对峙中，面对谈判员的询问，考雷什多次否认他存在任何大规模自杀的计划，而离开建筑的人也没有看见任何对大规模自杀行为的准备。

## 最终突袭
当得知孩童有被施暴和性侵的危险，并意识到情况在逐步恶化后，新任美国司法部长珍妮特·雷諾同意采用武力解决的方法。雷诺女士把这起案件上报给了总统克林顿。克林顿建议采用类似1985年4月19日对CSAL——一个极右翼恐怖组织——的围困方案（因采用了无限期封锁的方法，这一围困事件没有造成人员死亡），耐心、妥善解决问题，保证零死伤。但是雷诺女士仍认为，FBI已经厌倦了长久的等待，并且对峙每周要消耗上百万美元，同时大卫教徒可以比CSAL人员坚持更长时间。而更重要的是作为被持人质的孩童有被侵犯或大量自杀的风险，所以选择武装围攻更好。“如果你认为这是正确的选择，那你就去做吧”，克林顿如是回复她。在之后的几个月中，雷诺提出了多个批准最终的催泪弹攻击的理由。雷诺的理由从FBI人质救援队告诉他考雷什正在对儿童实施性侵犯并殴打婴儿（此后，FBI人质救援队否认在对峙时存在虐待儿童行为）到她称琳达·汤普森和她的“无组织的美国民兵”正在向韦科进发以支援或攻击考雷什。
因为大卫教徒们已经全副武装，所以FBI救援队方面装备了.50口径（12.7mm口径）步枪和装甲工程车辆（CEV）。1993年4月19日，FBI开始进攻。装甲工程车辆首先使用爆炸物在大卫教营地的建筑物外墙上炸开孔洞，以便对庄园内释放CS催泪性毒气，使得大卫教徒自行离开建筑。政府声称，他们的计划是在两天内逐渐加大释放的CS催泪性毒气的量。
联邦政府称，在释放CS毒气的过程中并没有进行任何的武装袭击，并且联邦方面使用高音喇叭告诉建筑内的人并不会发动武装攻击，并请求大卫教方面不要对装甲车辆射击。FBI人质救援队成员被允许对对方的开火行为做出反击，但在4月19日他们并未开火。在大卫教徒向联邦的装甲车开火之后，FBI的回应是增加毒气使用的剂量。
FBI人质救援队使用M79榴弹发射器发射40mm（1.6英寸）CS催泪性毒气弹。在19日一大早的时候，FBI人质救援队发射了两发军用的M651CS催泪性毒气弹。当日大约早晨10时，FBI人质救援队的40mmCS毒气弹接近用完，因而他们请求德州骑警队长大卫·伯恩斯提供一些催泪弹。其中的一部分催泪弹是从韦科“F”公司获取的，而这些催泪弹被证明是完全不能使用的燃烧弹。行动后这些催泪弹被送回“F”公司。德州骑警提供的40mm弹药包括几十个SGA-400塑料CS毒气弹，两个军用的M651E1催泪燃烧弹，两发NICO金属声/光榴弹，以及带降落伞的照明弹。
然而，经过长达六个小时的催泪气体释放，仍然没有大卫教徒离开建筑。 4月19日中午，建筑内的三个不同区域几乎同时起火，大火迅速蔓延。最后整个庄园被烧成残骸。留在建筑物中的大卫教徒，包括孩童，大多都被废墟活埋而死或因火灾而死，也有人可能被射杀。因火灾而死的人大多是因为烟雾或吸入一氧化碳，以及一些其他原因。至当日下午15：45，大卫·考雷什确认死亡，营地中仅9人逃生，整个韦科惨案总计76人死亡。根据FBI的说法，史蒂夫·施耐德——考雷什的头号助手——射杀了考雷什并随后自杀。在场的电视台直播了建筑燃烧的场景。事后，联邦政府坚持称大卫教徒蓄意纵火，而大卫教幸存者则坚持称大火是联邦部队在突击中无意或蓄意引燃的。

### 4月19日事件时间表
| 时刻        | 事件 |
| ----------- | --- |
| 05:50       | FBI探员呼叫大卫教方面，以警告FBI即将派出坦克进行活动，并建议居民“寻找掩护”。探员称大卫教方面接电话的人没有回答并将电话和电话线丢出正门。 |
| 05:55       | FBI人质救援队派出两辆装甲工兵战斗车辆（CEV）。CEV1前往建筑物的左侧，CEV2前往建筑物的右侧。 |
| 06:00       | FBI安装在建筑腔体内的监听录音设备录下建筑物内的一名男性说：“大家起床，开始祈祷。”然后又录下对话：“帕布洛，你把它倒掉了吗？”“啊？”“你把它倒掉了吗？”“在走廊中”“你把它们倒掉了，是吗？”同时，CEV1接到了在建筑左侧角落释放两瓶催泪气体的命令。                                                                        |
| 06:05       | 带有撞击和气体释放设备的CEV装甲车辆在前门左侧的墙体上打开缺口，缺口8英尺（2.4）高，10英尺（3.0）宽。探员声称这些缺口既可以送入催泪气体也可以为建筑物内的人提供一种逃脱方式。探员看到建筑物内的人向CEV车辆进行射击。                                                                                                |
| 06:10       | FBI的监听录音记录：“别把它们都倒出来，我们之后可能还需要它们。”接着是：“把催泪弹丢出去。”录音录下了FBI谈判专家拜隆·赛奇说：“是人们出来的时候了。”录音然后显示一个男性说：“什么？”然后又说：“（让人离开）不可能。”                                                                                                  |
| 06:12       | FBI的监听录音显示大卫营中人员说：“他们（FBI方面）要杀了我们”，然后又说：“他们不想杀死我们。” |
| 06:31       | 整个建筑物被催泪气体完全覆盖。 |
| 06:47       | FBI人质救援队透过窗户向建筑内发射无燃烧能力的催泪弹。 |
| 07:23       | FBI监听录音录下一名男性大卫教徒说：“为了开始那个，燃料要完全足够。”另一个男性说：“嗯，这里有两罐，如果那个很快就要被倒掉了。” |
| 07:30       | CEV1被重新部署。它在建筑物上撕开一个裂口并通入催泪气体。大卫教徒向CEV1进行射击。 |
| 07:48       | 在FBI探员围攻时的录音中，一位FBI人质救援队成员请求发射军用型催泪弹以击穿一个地下水泥掩体。他随后获得批准并发射了两枚军用弹。 |
| 07:58       | 装有冲车的CEV2在建筑群的二层撕开一个缺口。几分钟后，CEV2在建筑群后部的一栋建筑上撕开另一个缺口。此后车辆停止行动。 |
| 08:08       | FBI从下风向的远处向坑状水泥建筑（不是水泥掩体）发射三发带燃烧效果的军用催泪弹，尝试击穿这一结构，但是催泪弹被弹开了。:28–32 一位CEV内的探员报告称，一发催泪弹未击穿掩体，并从掩体上弹开。:30 |
| 08:24       | 在飞行员的请求下，FBI停止录像带的声音录制。 |
| 09:00       | 大卫教徒撑开了一张写着“我们想要修好我们的电话”的横幅。 |
| 09:13       | CEV1破正门而入以释放更多催泪气体。 |
| 09:20       | FBI监听录下了从7:30分开始的几个男性之间的对话。 未知男性：「这里应该有两罐科勒曼燃料的，是吗？」 未知男性：「空了」 未知男性：「全没了？」 未知男性：「一点也不剩了。」 |
| 10:00       | 在东南侧，FBI人员发现一名男性正在挥舞白旗。通过大喇叭喊话的方式，FBI建议此人以离开建筑的方式投降，但他并未照做。同时，一名被认为是施耐德的男性从正门的残骸中走出以取回电话和电话线。 |
| 11:30       | 之前投入使用的CEV2遇到机械故障（履带受损）。替换它的CEV战车在建筑群后侧打开缺口。 |
| 11:17–12:04 | 根据政府的说法，建筑物内的人的一系列议论，如“我想点火”，“让火烧下去”，和“你认为我能很快把他点着吗？”显示建筑物内的人从11:30左右开始准备在建筑物内放火。:15–19:287 生还的大卫教徒证实了建筑物内的人倾倒科勒曼燃料。在丹弗斯的报告中，火灾专家称建筑物内的人“毫无疑问”开始使用助燃剂放火。:15–19, appendixes D and E |
| 11:43       | FBI发起新一次的气体注入行动。装甲车辆移动到建筑的右后侧以接近内部的水泥房间。FBI人质救援队相信大卫教徒在那里躲避毒气。 |
| 11:45       | 建筑右后侧的围墙倒塌。 |
| 12:03       | 一辆装甲车辆的炮塔敲掉了建筑右侧一层的墙角。 |
| 12:07       | 最先可见的起火点出现在建筑物前侧的两点，第一点处于前门左侧的二层（出现少量烟雾和火焰）。短时间后，在建筑物正面的极右侧也出现了起火点。第三个起火点在建筑物后侧。一名FBI探员报告称看见大卫教徒在前门区域点火。:18                                                                                                   |
| 12:09       | 鲁斯·里德尔在他的夹克内夹带一张磁片离开建筑，内含考雷什的作品《对七印的手稿》。一层发现第三处火灾。 |
| 12:10       | 风势很大，火焰在建筑内迅速扩散。建筑迅速燃烧。 |
| 12:12       | 因起火，有人拨打了紧急呼叫。韦科消防局派出了两辆消防车。之后不久，贝尔米德消防局也派出了两辆消防车。 |
| 12:22       | 韦科派出的消防车到达检查点，但是它们被阻止进入现场，直到12:37它们才被允许通过。 贝尔米德派出的消防车随后到达。 |
| 12:25       | 建筑左侧发生了一起大型爆炸。一个物体被炸上天并击中一辆巴士的车顶，随后该物体被弹开并掉落在草地上。 |
| 12:30       | 建筑物的一部分坍塌。在这时，建筑内也发生了多起爆炸。目击者称听见枪声，这一说法被FBI人质救援队方面证实。FBI称枪声是由于在火灾中建筑物内的弹药受热而自行发射。 |
| 12:43       | 根据消防队记录，消防车到达现场。 |
| 12:55       | 火势减小，整个建筑群被夷为平地。 |
| 15:45       | 一名执法人员称大卫·考雷什已经死亡。 |

## 事后
事后的清点表明，在这一事件中大卫教派成员向外发射了约12,000发子弹。此外，联邦执法人员还在地下掩体中发现了约1,000,000发还未使用的子弹。

### 反应
惨案发生后，美国联邦政府政要首先站出来表态，女司法部长珍妮特·雷诺当天表示对韦科事件负责，她说，出动装甲车的决定是她作出的，并且得到克林顿总统的支持。她在对死难者表示深感悲痛的同时，也为联邦执法人员的行动进行辩护，她说：“我认为联邦调查局是以专业的方式……带着极大的克制采取行动的。”克林顿总统也于次日发表支持司法部长的声明，并表示对韦科事件“负全部责任”。克林顿认为韦科惨案的责任应由考雷什一人承担，“是他杀死了他所控制的人”。烟酒火器管理局局长斯蒂芬·希金斯（Stephen Higgins）和其他五位主管官员辞职。
考雷什的律师在事发第二天后说：“我对他们（警方）这样做感到震惊。我不理解他们为什么不能继续等待下去，让此事和平地结束，反而要在昨天采取挑衅行动。”他指责政府向据点内的妇女和儿童施放催泪瓦斯。
美国司法部的一份报告把韦科人的死归咎于考雷什。报告中说，火拼发生时似乎像是因为考雷什要应验其世界末日即将来临的预言而进行的集体自杀、集体屠杀或两者兼而有之的行动。
三名幸存者和60位死者亲属状告美国总统克林顿及美国联邦调查局的案件中，参加韦科事件中英国死亡教徒调查的美国律师柯克·莱昂斯说，他对ATF解释韦科事件事实真相的态度表示忧虑，他要他们“停止对美国人民撒谎”。

### 诉讼
韦科事件牵连刑事诉讼和民事诉讼。 1993年8月3日，联邦大陪审团提交了对12位幸存教徒的起诉书，指控包括谋划，教唆并参与谋杀联邦警察，非法拥有并使用武器在内的罪名。但后来陪审团撤消了所有信众在谋杀相关罪名上的指控。
在最终受到使用武器指控的八名信徒中，有六名对他们的罪名和判决提出申诉。他们提出一系列争论点，挑战枪支禁令的合宪性，并质疑陪审团的指示、地区法院审讯过程和证据的充分性。联邦上诉法院第五巡回院认为法院没有找到信徒“积极使用”武器的证据，从而推翻了使用武器的指控，但对其他上诉维持原判。（United States v. Branch, 91 F.3d 699 (5th Cir. 1996), cert. denied (1997).）
随后又经历了一系列诉讼，直到2007年，所有被判刑的大卫教信徒得以从监狱释放。
部分幸存教徒，以及死伤者家属对联邦政府、一些联邦官员、当时的德克萨斯州官员、德州国民警卫队成员提出民事诉讼，他们依据“联邦民事侵权赔偿法（FTCA）”、民事权利法、德克萨斯州的法律等要求被告赔偿。但大多数指控都因证据不充分被驳回。经过一个月的调查审讯，法庭还是驳回了大卫教信徒上诉的案件。法院找到的证据表明，1993年2月28日，是大卫教信徒先朝执行合法命令的联邦警察开枪从而挑起枪战。法庭称，ATF警力是为了避免自身的严重死伤才向建筑开火，法庭还认为政府发起包围的计划是在政府的合法自由裁量权之内的，另外，使用催泪弹也不是由于疏忽使用职权。
得克萨斯州韦科—教派庄园惨遭袭击事件的幸存者及死者亲属状告美国总统克林顿及美国联邦调查局。原告中有三名幸存者即19岁的美国人唐·弗格森、英国人德里克·洛夫洛克和加拿大人安妮塔·鲁滨逊·理查德及死者的51名英国亲属和九名美国亲属。被告者共28人，其中包括克林顿总统、美国司法部部长及参与袭击行动的联邦调查局和ATF的高级官员。
三名幸存者和60位死者亲属为事件索赔约3亿美元。参加韦科事件中英国死亡教徒调查的美国律师柯克·莱昂斯所，他对ATF解释韦科事件的态度表示忧虑，他要他们“停止对美国人民撒谎”。

### 事件中的英国人
这一次围攻事件中，有33名英国人属于大卫教信徒。4月19日的突袭中有24位英国人不幸丧生，其中至少包括一名儿童。事後立即將两名幸存英国人以“重要证人”的身份拘留并在未经审讯的情况下關進监狱几个月。有些声称自己遭到暴力待遇。

## 争论

### 第一槍
大卫教派支持者提供的資料显示，ATF破门队特工Rolland Ballestros起初告诉德州游骑兵和维科警方是ATF打出的第一枪，不过在正式的审讯中他否认了这一说法。
联邦政府认为FBI在现场安装的监听设备所录得的音訊資料是信徒首先开枪的证据，而反对者指称录音模糊嘈杂，并质疑录音的翻译准确性。
当天调用了来自亚拉巴马州以及德州国民警卫队的直升机，借口是卡梅尔山庄有一个毒品实验室。而事实上2月28号的事件并没有任何毒品相关的指控。官方强调直升机的作用是分散注意力，机上仅有的装备是九毫米手枪，并且没有打出一发子弹。
名为Dick DeGuerin的休斯敦律师在调查现场的时候发现，枪战之中右手的门有多处弹孔，并且弹孔特征表明是从外面射进的。而政府在公布证据的时候只拿出了左门（左门既有外面射入的弹孔，也有里面射入的弹孔），并称右边的门已经不见。德州骑兵Sgt. David Keys 证实他看见两个人在围攻结束之后把疑似那个消失的门抬进一辆卡车。负责大卫信徒非正常死亡案件的首要律师Michael Caddell则称，右门的消失是有人故意所为的。

### 起火原因
在1994年在FBI送交国会调查的文件中，发生了列有纵火器具的清单页消失的事件。据一位FBI高级官员曾透露，有百余名FBI人员都知道使用过纵火器具，但在1999年之前一直没人出来承认。
1993到1999年间，FBI一直否定曾经在袭击中使用纵火器具。FBI称催泪弹使用的材料是为CS粉末，并不能燃烧，催泪弹的载体“雪豹炮弹”也是一种不能发生燃烧的炮弹。
美国司法部发言人提出一些证据证明火灾是由教徒自己点燃的：包括目击者证词称火灾同时由三处点燃，二楼教徒关于点火的呼喊，还有参与行动的直升机上热传感器记录证明。
此外，在众议院要求下，司法部和财政部组成的专家组对此问题进行了调查。专家调查组亦得出火灾不是由政府方面点燃的结论。
Kenneth Newport教授的《韦科事件中的大卫教信徒》就论述了点燃大火是信徒们事先计划好的，并且这种行为也符合他们的宗教信仰。他引用了FBI在围攻中的录音，幸存者Clive Doyle 和 Graeme Craddock的回忆，以及信徒们在一个月前购买柴油燃料的事实来证明这个观点。

### 集体自杀的可能性
FBI在是否存在集体自杀的行为这一问题上，认为大卫教信徒们并没有集体自杀的想法，只存在部分信徒会跟随考雷什而自杀的可能性。
但 Alan A. Stone的一份报告中指出，FBI对大卫教信徒的精神状态进行了错误的评估。他们事实上是一群精神高度紧张、极端的信徒，甘愿为信仰而不择手段结束生命。

### 尸检
在一个仓库坍塌的墙体下，发现了一些头骨受伤的妇女和儿童的尸体，而坍塌的墙体更像是由猛烈撞击造成的，而不是大火。还有一些呈痉挛状死亡的儿童尸体契合了氰化物中毒的特征，虽然这可能是由于催泪瓦斯的毒气导致，但从发射催泪瓦斯到大火燃起之间近一个小时的时间，毒素足以在他们体内消散。
尸检记录表明至少20名信徒是被射杀的，包括五名14岁以下的儿童，但尸检人员表示这些人都是在大火中没有逃路的情况下被以人道的方式处死的。

## 相关事件
1995年4月19日，也就是韦科事件二周年纪念日，上午9时發生俄克拉何马城爆炸案。位于美国中西部地区俄克拉荷马州首府俄克拉荷马城的美国联邦政府机构大楼发生剧烈爆炸，事件共造成168人死亡，超过800人受伤。事件的动机為报复两年前的韦科事件，这是911事件之前在美国本土发生的死亡人数最多的恐怖袭击。
据警方调查，爆炸案的首犯蒂莫西·麦克维曾与大卫教派有接触。1993年3月韋科慘案當時，他由亞利桑那州駕車前往韋科現場察看雙方對峙情況，情景被聯邦調查局拍攝下來；當時亦曾接受過電視台記者的簡短訪問。

## 相关作品
- 在Jason Van Vleet导演的纪录片《Waco: A New Revelation》中，新的当事人，包括FBI前任现场证据分析师、大卫教信徒、新闻工作者，重述亲历现场，揭露不同于以往的事实真相。
在回应袭击中74名大卫教信众，尤其是20多名儿童的死亡时，FBI认为自己对此没有责任，相反，是大卫·考雷什选择让他们死亡，因为他五十天来没有转移这些信众，并且率先开火。

- 莎朗·斯通有望与库尔特·拉塞尔、阿德里安·布洛迪两位男星合作，拍摄描述“韦科惨案”的影片《韦科》（Waco）。[61]

- 派拉蒙电视网于2018年1月24日播出六集迷你剧《韦科》（Waco），由迈克尔·珊农与泰勒·克奇主演。[62]2023年，續集《韋科：餘波》（Waco: The Aftermath），同樣由迈克尔·珊农主演，劇情涵蓋倖存教徒被審判的過程與奧克拉荷馬市爆炸案的密謀，在事件三十周年前夕的2023年4月14日於Showtime電視網首播。[63]

### Government investigations and hearings
- "Hearings before the Subcommittee on Oversight of the Committee on Ways and Means, House of Representatives, One Hundred Third Congress regarding Administration's fiscal year 1994 budget proposals for the Bureau of Alcohol, Tobacco, and Firearms, U.S. Tax Court, and Internal Revenue Service, April 22 and 28, 1993." Link to online and PDF versions.
- "Events surrounding the Branch Davidian cult standoff in Waco, Texas: hearing before the Committee on the Judiciary, House of Representatives, One Hundred Third Congress, first session, April 28, 1993." Archive.org Link to online and PDF versions.
- "Raid on the Branch Davidian Compound, Waco, Texas. Hearing before House of Representatives Committee on Appropriations subcommittee on the Treasury, Postal Service, and General Government Appropriations, June 9, 1993."
- "Texas Department of Public Safety, Texas Rangers Branch Davidian Evidence Reports" （页面存档备份，存于）, released online September 1999 and January 2000.
  - Texas Rangers Investigative Report, Branch Davidian Evidence, September 1999 （页面存档备份，存于） 34.6 MB PDF
  - Texas Rangers Investigative Report No. 2, Branch Davidian Evidence, January 2000
  - Report #2, Part 1
  - Report #2, Part 2
  - Report #2, Part 3
  - Report #2, Part 4
- "s:Report of the Department of the Treasury on the Bureau of Alcohol, Tobacco, and Firearms Investigation of Vernon Wayne Howell Also Known as David Koresh September 1993." archive.org, PDF
  - Department of the Treasury, Memorandum to the Press "Weapons Possessed by the Branch Davidians" （页面存档备份，存于） July 13, 1995.
- "s:Report to the Justice and Treasury Departments regarding law enforcement interaction with the Branch Davidians in Waco, Texas," by Nancy T. Ammerman, September 1993 and "s:Correspondence to Deputy Attorney General Heymann regarding Waco Report – Addendum" from Nancy T. Ammerman, September 10, 1993.
- "s:Report to the Deputy Attorney General on the Events at Waco, Texas" (redacted version), USDOJ, October 8, 1993. Also available from Department of Justice.
  - "s:Lessons of Waco: Proposed changes in Federal Law Enforcement" by Philip B. Heymann Deputy Attorney General. October 8, 1993. (Washington: USDOJ, 1993). ISBN 0-16-042977-3 Also available from Department of Justice.
  - "s:Evaluation of the Handling of the Branch Davidian Stand-off in Waco, Texas" (redacted version), Edward S.G. Dennis, Jr., USDOJ, October 8, 1993. Department of Justice version.
  - "Recommendations of Experts for Improvements in Federal Law Enforcement after Waco," October 8, 1993 (Washington: USDOJ, 1993). ISBN 0-16-042974-9 (not available online)
  - Wikicommons FBI photos of April 19, 1993 siege and fire at Mount Carmel
- "s:Branch Davidian Negotiation Transcript from April 18," the day before the 1993 FBI actions and the Mount Carmel fire.
- "Report and Recommendations. Concerning the Handling of Incidents Such As the Branch Davidian Standoff in Waco Texas" （页面存档备份，存于）, Alan A. Stone, M.D., November 10, 1993. (Also known as "Stone Report") (full copy including all documents （页面存档备份，存于）, appendixes, press release, exhibits, etc.)
- "House of Representatives Report 104-749 – s:Activities of federal law enforcement agencies toward the Branch Davidians." Joint report by the House of Representatives' Committee on Government Reform and Oversight and Committee on the Judiciary's July 2005 hearings. (Or see Government printing office PDF （页面存档备份，存于）.)
  - "Joint Hearings before the Subcommittee on Crime of the Committee on the Judiciary House of Representatives and the Subcommittee on National Security, International Affairs and Criminal Justice of the Committee on Government Reform and Oversight, One Hundred Fourth Congress, First Secession." Part 1 – July 19, 20, 21, 24: PDF; Part 2 – July 25, 26, 27: PDF; Part 3 – July 28, 31, August 1: PDF
  - "s:Department of Defense: Military Assistance During the Branch Davidian Incident," August 21, 2000 letter from Carol R. Schuster of National Security Preparedness Issues, to Dan Burton, Chairman of the Committee on Government Reform. PDF version （页面存档备份，存于）
  - "s:Remarks to Federal Law Enforcement" regarding the House hearings, July 20, 1995 by Bill Clinton
- "The aftermath of Waco: changes in federal law enforcement. Hearings before the Committee on the Judiciary, United States Senate, One Hundred Fourth Congress. October 31 and November 1, 1995." Link to online and PDF versions.
- "s:Final report to the Deputy Attorney General concerning the 1993 confrontation at the Mt. Carmel Complex, Waco Texas," by John C. Danforth, special counsel. Issued November 8, 2000. (Also known as the "Danforth Report.") (cesnur.org copy （页面存档备份，存于）, linked from PBS report  （页面存档备份，存于）)
- "House Report 106-1037 – The Tragedy at Waco: New Evidence Examined, Committee on Government Reform. Thursday, December 28, 2000."
- Sacred and Profane: How not to negotiate with believers （页面存档备份，存于） by Malcolm Gladwell, New Yorker, March 31, 2014

### Legal proceedings
- United States v. Branch, W.D. Texas Criminal Case No. 6:93cr46, trial transcript January 10, 1994 – February 26, 1994; 91 F.3d 699 (5th Cir. 1996)
- United States v. Castillo, 179 F.3d 321 (1999); Castillo v. United States, 120 S.Ct. 2090 (2000); on remand, 220 F.3d 648 (5th Cir. 2000)
- Andrade v. United States, W.D. Texas Civil Action No. W-96-CA-139, trial transcript June 19, 2000 – July 14, 2000; 116 F.Supp.2d 778 (W.D. Tex. 2000)
- Andrade v. Chojnacki, 338 F.3d 448 (5th Cir. 2003)
- s: Graeme Craddock Testimony on Waco Fire, October 1999 civil suit deposition regarding April 19, 1993 fire at Branch Davidian home and church.

### Books
- Anthony, D. and T. Robbins (1997). "Religious totalism, exemplary dualism and the Waco tragedy." In Robbins and Palmer 1997, 261–284.
- Bell, Randall. . Laguna Beach, CA: Owners Manual Press. 2009. ISBN 978-1-933969-16-9.
- Christopher Whitcomb. Cold Zero: Inside the FBI Hostage Rescue Team. ISBN 0-552-14788-5. (Also covers Ruby Ridge.)
- Docherty, Jayne Seminare. Learning Lessons From Waco: When the Parties Bring Their Gods to the Negotiation Table (Syracuse, New York: Syracuse University Press, 2001). ISBN 0-8156-2751-3
- Kerstetter, Todd. "'That's Just the American Way': The Branch Davidian Tragedy and Western Religious History," Western Historical Quarterly, Vol. 35, No. 4, Winter 2004.
- Kopel, David B. and Paul H. Blackman. No More Wacos: What's Wrong With Federal Law Enforcement and How to Fix It (Amherst, New York: Prometheus Books, 1997). ISBN 1-57392-125-4
- Lewis, James R. (ed.). From the Ashes: Making Sense of Waco (Lanham, Maryland: Rowman & Littlefield, 1994). ISBN 0-8476-7915-2 (cloth) ISBN 0-8476-7914-4 (paper)
- Linedecker, Clifford L. Massacre at Waco, Texas: The Shocking Story of Cult Leader David Koresh and the Branch Davidians (New York: St. Martin's Paperbacks, 1993). ISBN 0-312-95226-0
- Lynch, Timothy. No Confidence: An Unofficial Account of the Waco Incident (Washington: Cato Institute, 2001).
- Moore, Carol. The Davidian Massacre: Disturbing Questions About Waco Which Must Be Answered." (Virginia: Gun Owners Foundation, 1995). ISBN 1-880692-22-8
- Newport, Kenneth G. C. "The Branch Davidians of Waco: The History and Beliefs of an Apocalyptic Sect" (Oxford University Press, 2006). ISBN 0-19-924574-6, ISBN 978-0-19-924574-1
- Reavis, Dick J. The Ashes of Waco: An Investigation (New York: Simon and Schuster, 1995). ISBN 0-684-81132-4
- Tabor, James D. and Eugene V. Gallagher. Why Waco?: Cults and the Battle for Religious Freedom in America (Berkeley: University of California Press, 1995). ISBN 0-520-20186-8
- Thibodeau, David and Leon Whiteson. A Place Called Waco: A Survivor's Story (New York: PublicAffairs, 1999). ISBN 1-891620-42-8
- Wright, Stuart A. (ed.). Armageddon in Waco: Critical Perspectives on the Branch Davidian Conflict (Chicago: University of Chicago Press, 1995).